# Броверман, Яков Михайлович
Яков Михайлович Броверман (1 мая 1908 или 23 апреля 1908, Ходорков, Киевская губерния — не ранее 1976, СССР) — сотрудник органов госбезопасности, заместитель начальника секретариата МГБ СССР, полковник.

## Биография
Яков Михайлович Броверман родился 1 мая 1908 года в селе Ходорков (ныне — в Житомирском районе Житомирской области Украины) в еврейской семье служащего сахарного завода. С 13 лет рабочий на сахарном заводе, слесарь штамповочной фабрики, электрик на кабельном заводе. В 1927—1929 гг. студент Киевского энергетического института (окончил 2 курса). С 1929 года работал в Киеве в органах государственного контроля, инспектор Киевской областной РКИ, контролёр в аппарате уполномоченного Комиссии советского контроля по Киевской области, заместитель начальника отдела кадров сахарного треста. С 1937 по 1938 годы старший инспектор отдела трудовых колоний НКВД УССР. В 1938 году оперуполномоченный 5-го (Особого) отдела УГБ НКВД УССР. С июня 1938 года оперуполномоченный, заместитель начальника и начальник секретариата Особого (с февраля 1941 года — 3-го) отдела Киевского Особого военного округа.Состоял в ВКП(б) с 1941 года, с этого же года на руководящей работе в секретариате УОО НКВД СССР. С 1943 года начальник особой группы и секретариата Главного управления контрразведки «Смерш». С 1946 года заместитель начальника секретариата МГБ СССР.
Арестован в 1951 году по «делу Абакумова».

…в том, что, являясь участником изменнической группы, проводил вредительскую работу в органах МГБ СССР, направленную на подрыв государственной безопасности Советского Союза; в целях обмана ЦК КПСС совместно со своими сообщниками фальсифицировал протоколы допросов, информационные документы, скрывая от партии и Правительства важные показания арестованных и преступные провалы в чекистской работе; снабжал секретными сведениями о деятельности органов МГБ английского шпиона Белкина; будучи враждебно настроенным по отношению к советской власти, возводил злобную клевету на ЦК КПСС и Советское правительство, а также высказывал изменнические настроения, то есть в преступлениях, предусмотренных ст. ст. 58-1 «б», 58-7, 58-10 ч. 2 и 58-11 УК РСФСР.

В декабре 1954 года осуждён к 25 годам заключения.
В начале 1970-х гг. Броверман отбывал срок в Мордовских лагерях, где содержались воевавшие на стороне немцев и участвовавшие, как правило, в карательных акциях; «лесные братья» из прибалтийских республик; бойцы УПА, а также лица, осуждённые за «измену Родине и антисоветскую деятельность» в 1950—1970-е гг. Броверман заведовал тогда библиотекой в больничной зоне. Освобождён из лагеря 13 ноября 1976 года.
Заявление главного военного прокурора — заместителя генерального прокурора СССР А. Ф. Катусева от 1991 года:

«Главная военная прокуратура изучила материалы уголовного дела Абакумова и других и: установила, что Абакумов, Леонов, Лихачев, Комаров, Чернов и Броверман были привлечены к уголовной ответственности по статьям 58-1(б), 58-7, 58-8, 58-11 УК РСФСР незаконно и необоснованно».
Дело было пересмотрено, и определением ВК ВС РФ от 28 июля 1994 года обвинение переквалифицировано на ст. 193-17 «б» («превышение должностных полномочий,… злоупотребление властью при особо отягчающих обстоятельствах») УК РСФСР с сохранением ранее вынесенной меры наказания.

### Звания
- полковник госбезопасности.

### Награды
- Орден Красной Звезды (приказом по ПВО от 09.03.1943 №: 1/н подполковник госбезопасности Броверман награждён за активное участие в чекистско-оперативной работе по выявлению шпионско-подрывной работы в Красной армии.[5])
- Орден Отечественной войны 2-й степени (указ Президиума ВС СССР от 28.10.1943 № 215/117)
- Орден Отечественной войны 1-й степени	(указ Президиума ВС СССР от 31.07.1944 № 218/102)
- Орден Отечественной войны 1-й степени (указ Президиума Вс СССР от: 25.03.1945 № 220/416)[6]
- Орден Красной Звезды (указ Президиума ВС СССР от 13.09.1945)[7]
- Медаль «За победу над Германией в Великой Отечественной войне 1941—1945 гг.»
- Медаль «За победу над Японией»[8]
- Медаль «За боевые заслуги»[9]
- Знак «Заслуженный работник НКВД» (02.02.1942)[10]